# Aulnay-la-Rivière
Aulnay-la-Rivière ist eine französische Gemeinde mit 505 Einwohnern (Stand: 1. Januar 2022) im Département Loiret in der Region Centre-Val de Loire. Die Bewohner nennen sich Alnétais und Alnétaises.
Sie grenzt im Westen an Ramoulu, im Norden an Le Malesherbois, im Nordosten an Briarres-sur-Essonne, im Südosten an Ondreville-sur-Essonne, im Süden an La Neuville-sur-Essonne und im Südwesten an Estouy.

## Bevölkerungsentwicklung
| Jahr      | 1962 | 1968 | 1975 | 1982 | 1990 | 1999 | 2008 | 2019 |
| --------- | ---- | ---- | ---- | ---- | ---- | ---- | ---- | ---- |
| Einwohner | 372  | 340  | 362  | 388  | 464  | 492  | 518  | 500  |

## Sehenswürdigkeiten

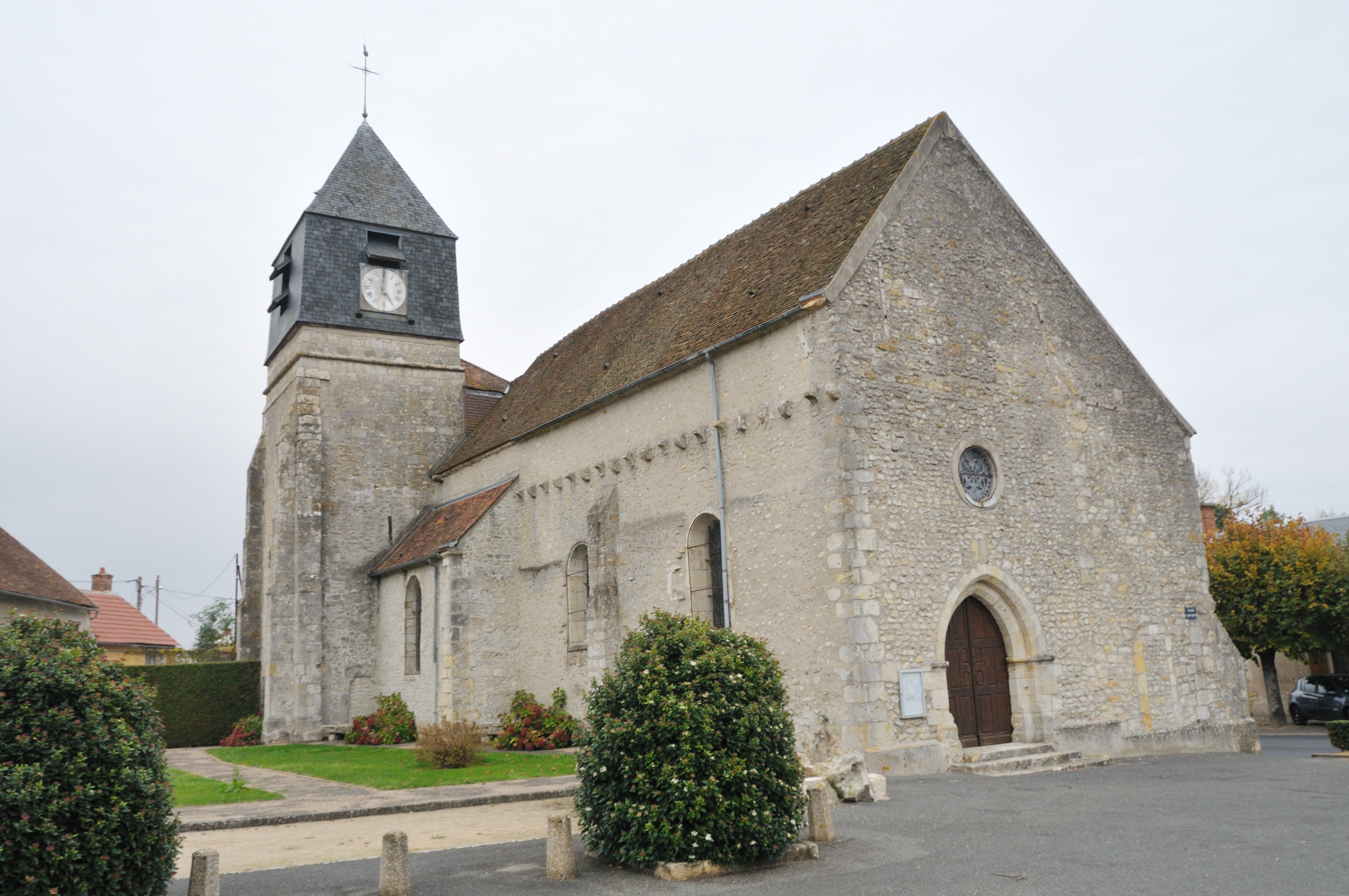
Kirche Saint-Martin
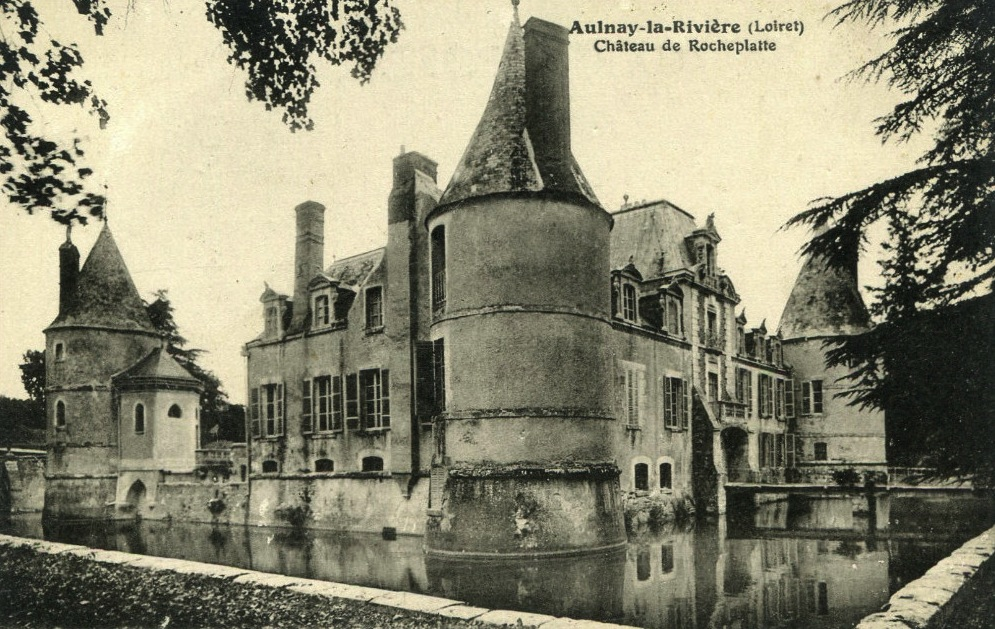
Château de Rocheplatte

- Kirche Saint-Martin
- Château de Rocheplatte